# Marcelo Vieira
Marcelo Vieira da Silva Júnior, ili jednostavno Marcelo (Rio de Janeiro, 12. svibnja 1988.) bivši je brazilski nogometaš koji je igrao na poziciji lijevog beka. 

## Klupska karijera

### Fluminense
Marcelo je počeo igrati dvoranski nogomet s 9 godina. S 13 godina otkrio ga je brazilski Fluminense. Iako je dolazio iz siromašne sredine, klub ga je smatrao svojim "draguljem". Do 2007. je igrao u Fluminenseu kada ga je otkrio Real i odlučio mu ponuditi ugovor.

### Real Madrid
Pridružio se Realu u siječanjskom prelaznom roku 2007. Pri dolasku Marcela u klub, predsjednik Reala, Ramon Calderon je rekao "On je važno pojačanje za nas, on je mladi igrač koji će ubrizgati malo svježine, jer naš je plan dovesti još mladih igrača u momčad. Vrlo smo sretni jer on je biser kojeg cijela Europa želi!!!" Gledatelji su ga pri predstavljanju pozdravili u velikom broju, očekujući od njega da bude "novi Roberto Carlos".
Marcelo je debitirao s klupe u porazu Reala protiv Deportiva La Corune 7. siječnja 2007. Prvu utakmicu u prvoj postavi odigrao je 14. travnja 2007. protiv Racing Santandera koju je Real također izgubio 2-1. Nakon što je došao novi trener Bernd Schuster, Marcelo je startao skoro svaku utakmicu od prve minute. Nakon niza loših utakmica, Marcelo je prebačen na klupu, a novi trener Juande Ramos je na mjesto bočnog postavio Gabriela Heinzea. Poslije je ulazio na poziciju krilnog napadača gdje se vrlo brzo prilagodio i postigao svoj prvijenac protiv Sporting Gijona, u pobjedi 4:0. U veljači 2010. Marcelo produžuje ugovor na još pet godina. Pod novim trenerom, Jose Mourinhom, Marcelo se vraća na svoju prirodnu poziciju lijevog bočnog. On postaje nezamjenjiva karika u prvoj postavi Reala. U zadnje dvije sezone dobio je mnogo pohvala, od Maldinija pa sve do Roberta Carlosa koji su ga nazvali "najboljim lijevim bočnim na svijetu jer Real bez njegovih sposobnosti, tehnika i brzine nije pravi Real".
U siječnju 2017. se ozlijedio u utakmici protiv Málage. Napustio je travnjak Santiaga Bernabéua u 25. minuti. Zbog problema s tetivom koljena pauzirao je najmanje mjesec dana.

## Reprezentativna karijera
Marcelo je u svojem debiju protiv Walesa zabio gol. 

## Osobni život
Godine 2008. je oženio svoju dugogodišnju djevojku Clasissu Alves s kojom je, 24. rujna 2009., dobio sina Enza. U klubu je odličan prijatelj s Cristianom Ronaldom, Pepeom i Fabiom Coentrãom s kojima, na njima svojstven način, proslavlja pogotke. Ima brojne tetovaže, a na lijevoj podlaktici mu je tetovaža datuma rođenja i broj u Realu. Na istoj ruci ima i tetovažu svog djeda Pedra koji mu je platio svu njegovu opremu kad je igrao za Fluminense, iako su bili vrlo siromašni. Marcelo mu uvijek posvećuje pogotke "jer da nije bilo djeda ne bih ni ja igrao nogomet". Dana 26. srpnja 2011. dobio je španjolsko državljanstvo.

## Vanjske poveznice
- Marcelo odlazi u Madrid
- Službeno priopćenje Real Madrida
- UEFA novosti
- Deportivo La Coruna 2 - 0 Real Madrid - izvještaj na www.skysports.com[neaktivna poveznica]
- Marcelo Vieira da Silva Júnior na FootballDatabaseu
- Intervju na UEFA.com